# Vihtori Saarinen

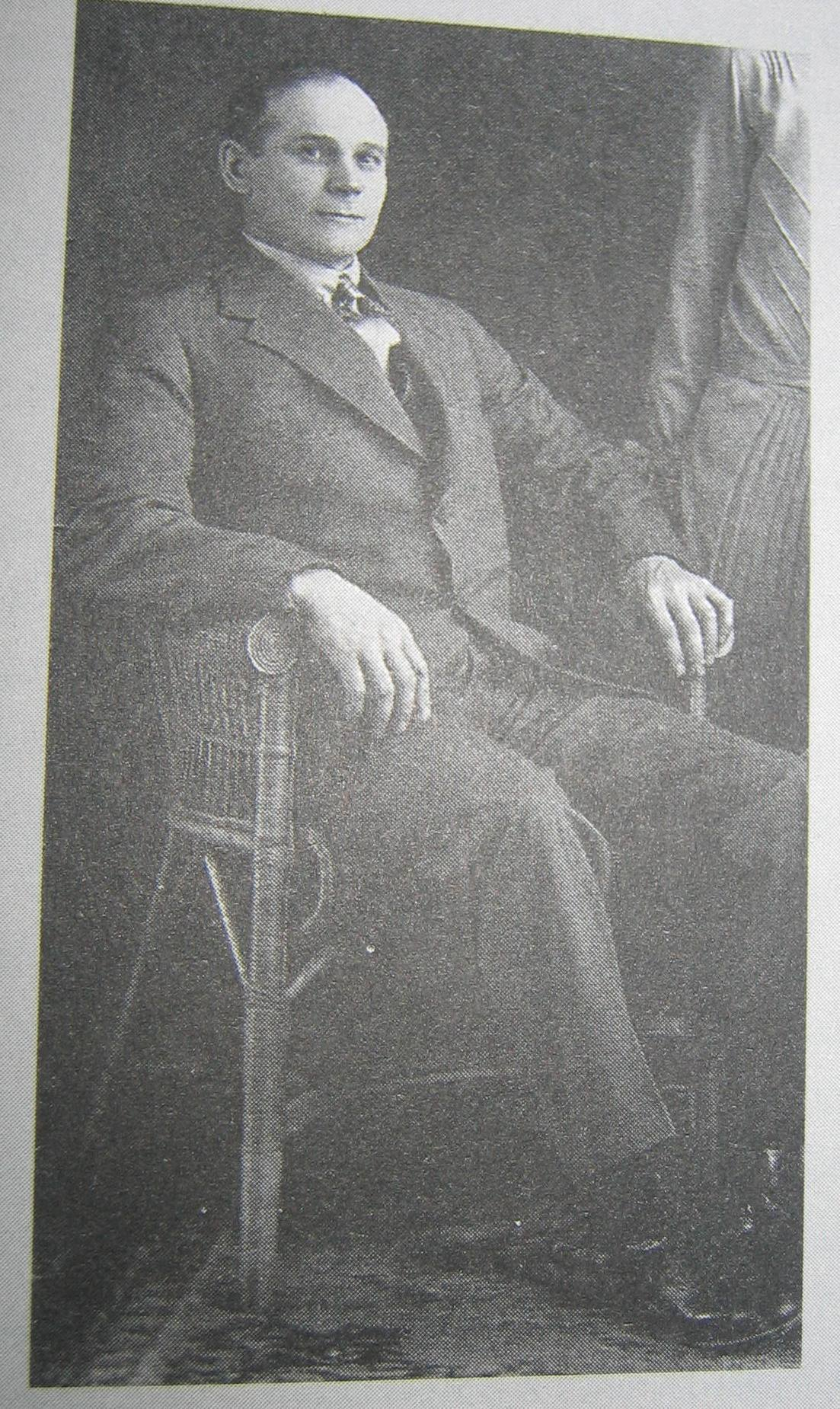
Vihtori Saarinen

Vihtori (Viktor Rosanpoika) Saarinen, född 20 februari 1889, död 26 juli 1945 i Helsingfors, var en arbetare från Kouvola som var ordförande för Kouvolas utredningskommitté under finska inbördeskriget 1918.
Vihtori Saarinen var från Jämsänkoski. År 1908 dömdes han till fängelse för att ha deltagit i ett byslagsmål (finska: Kylätappelu) där en av deltagarna dog av sina skador. Saarinen var pappersmaskinsoperatör till yrket och han och hans familj flyttade från en pappersindustriort till en annan tillsammans med sitt arbete. Saarinen och hans familj kom till Kuusankoski 1917 när Kymmene Ab anställde fler arbetare, då man 1914 där övergått till åtta timmars arbetsdag efter en strejk 1912.
Under inbördeskriget avrättade kommittén ledd av Saarinen mer än hundra vita som fördes till Kouvola. Det mest kända offret är förmodligen Kymmene AB:s dåvarande direktör Gösta Björkenheim. Efter kriget rymde Saarinen med resten av forskningskommittén på en segelbåt från Kotka, men resan slutade vid Nykyrka, där alla rymlingarna fångades. Saarinen dömdes till döden, men domen ändrades till livstids fängelse.
På 1930-talet släpptes Saarinen ur fängelset och han flyttade till Suojärvi. Detektiva centralpolisen följde honom och rapporterade bland annat att Saarinen var intresserad av Fosterländska folkrörelsens verksamhet och att han möjligen gick med i organisationen för att skaffa information till finska kommunistpartiet.
Det finns två olika informationskällor om orsaken till Saarinens död 1945. Enligt en annan blev han påkörd av ett tåg i Helsingfors. Enligt Helsingin Sanomat den 30 juli 1945 dog Vihtori Saarinen i en hjärtinfarkt i sitt hem i Helsingforsstadsdelen Malm.